# Коротченковский сельский совет (Шосткинский район)
Коротченковский сельский совет (укр. Коротченківська сільська рада) — входит в состав
Шосткинского района
Сумской области
Украины.
Административный центр сельского совета находится в 
с. Погребки.

## Населённые пункты совета
- с. Погребки
- с. Остроушки
- с. Свирж